# Грабово (Вуковар)
Грабово (хорв. Grabovo) — населений пункт у Хорватії, у Вуковарсько-Сремській жупанії у складі міста Вуковар.

## Населення
Населення за даними перепису 2011 року становило 47 осіб.
Динаміка чисельності населення поселення:

## Клімат
Середня річна температура становить 11,12 °C, середня максимальна – 25,33 °C, а середня мінімальна – -5,85 °C. Середня річна кількість опадів – 663 мм.
| Клімат поселення                              | Клімат поселення | Клімат поселення | Клімат поселення | Клімат поселення | Клімат поселення | Клімат поселення | Клімат поселення | Клімат поселення | Клімат поселення | Клімат поселення | Клімат поселення | Клімат поселення | Клімат поселення |
| Показник                                      | Січ.             | Лют.             | Бер.             | Квіт.            | Трав.            | Черв.            | Лип.             | Серп.            | Вер.             | Жовт.            | Лист.            | Груд.            |                  |
| Середній максимум, °C                         | 5,86             | 7,85             | 12,34            | 17,11            | 22,53            | 25,33            | 25,09            | 24,86            | 20,84            | 15,34            | 9,40             | 5,60             |                  |
| Середня температура, °C                       | 0,01             | 2,00             | 6,50             | 11,27            | 16,67            | 19,50            | 21,13            | 20,90            | 16,90            | 11,40            | 5,50             | 1,63             |                  |
| Середній мінімум, °C                          | −5,85            | −3,83            | 0,65             | 5,42             | 10,82            | 13,64            | 17,20            | 16,96            | 12,95            | 7,45             | 1,53             | −2,31            |                  |
| Норма опадів, мм                              | 42               | 38               | 41               | 52               | 61               | 86               | 69               | 61               | 49               | 52               | 60               | 52               |                  |
| Середньомісячна швидкість вітру, м/с          | 2.20             | 2.45             | 2.80             | 2.70             | 2.40             | 2.20             | 2.20             | 2.00             | 2.00             | 2.17             | 2.22             | 2.26             |                  |
| Середньомісячна сонячна радіація, кДж/м²·день | 4364             | 7126             | 11147            | 15649            | 19390            | 21618            | 22305            | 20367            | 15176            | 9579             | 4952             | 3620             |                  |
| --------------------------------------------- | ---------------- | ---------------- | ---------------- | ---------------- | ---------------- | ---------------- | ---------------- | ---------------- | ---------------- | ---------------- | ---------------- | ---------------- | ---------------- |
| Джерело:                                      |                  |                  |                  |                  |                  |                  |                  |                  |                  |                  |                  |                  |                  |